# Kunzea ambigua
Kunzea ambigua är en myrtenväxtart som först beskrevs av James Edward Smith, och fick sitt nu gällande namn av George Claridge Druce. Kunzea ambigua ingår i släktet Kunzea och familjen myrtenväxter. Inga underarter finns listade i Catalogue of Life.

## Bildgalleri

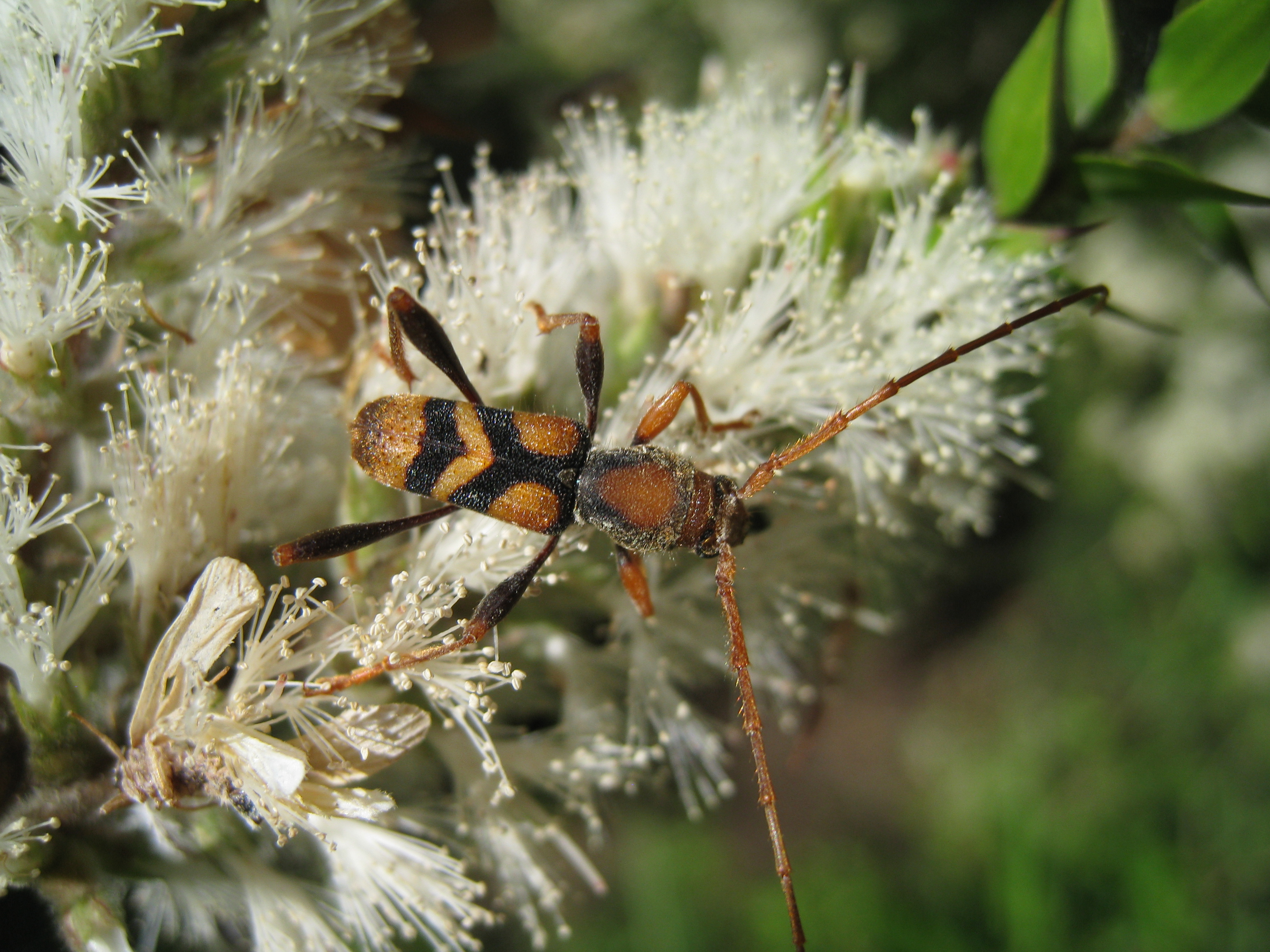
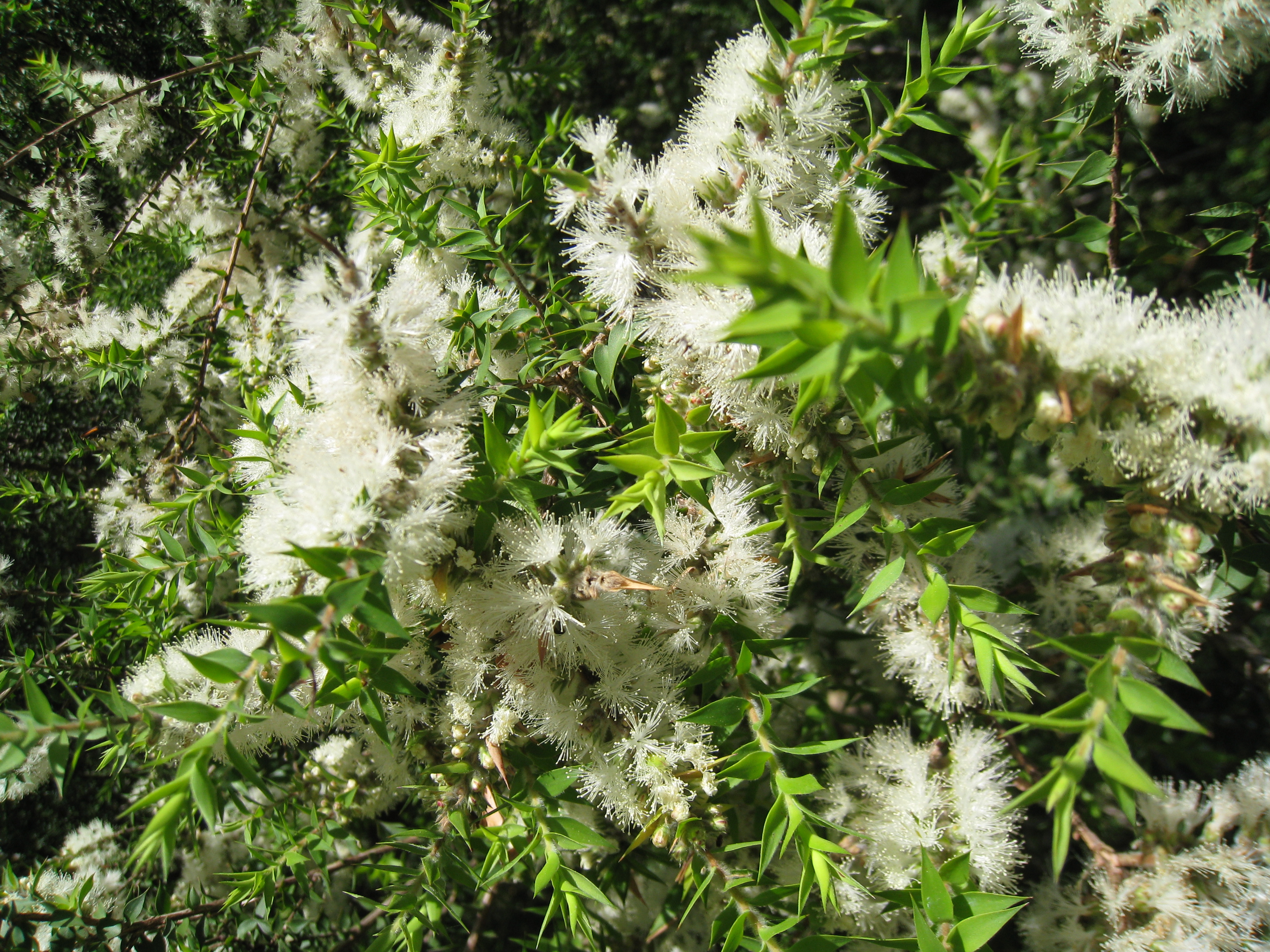
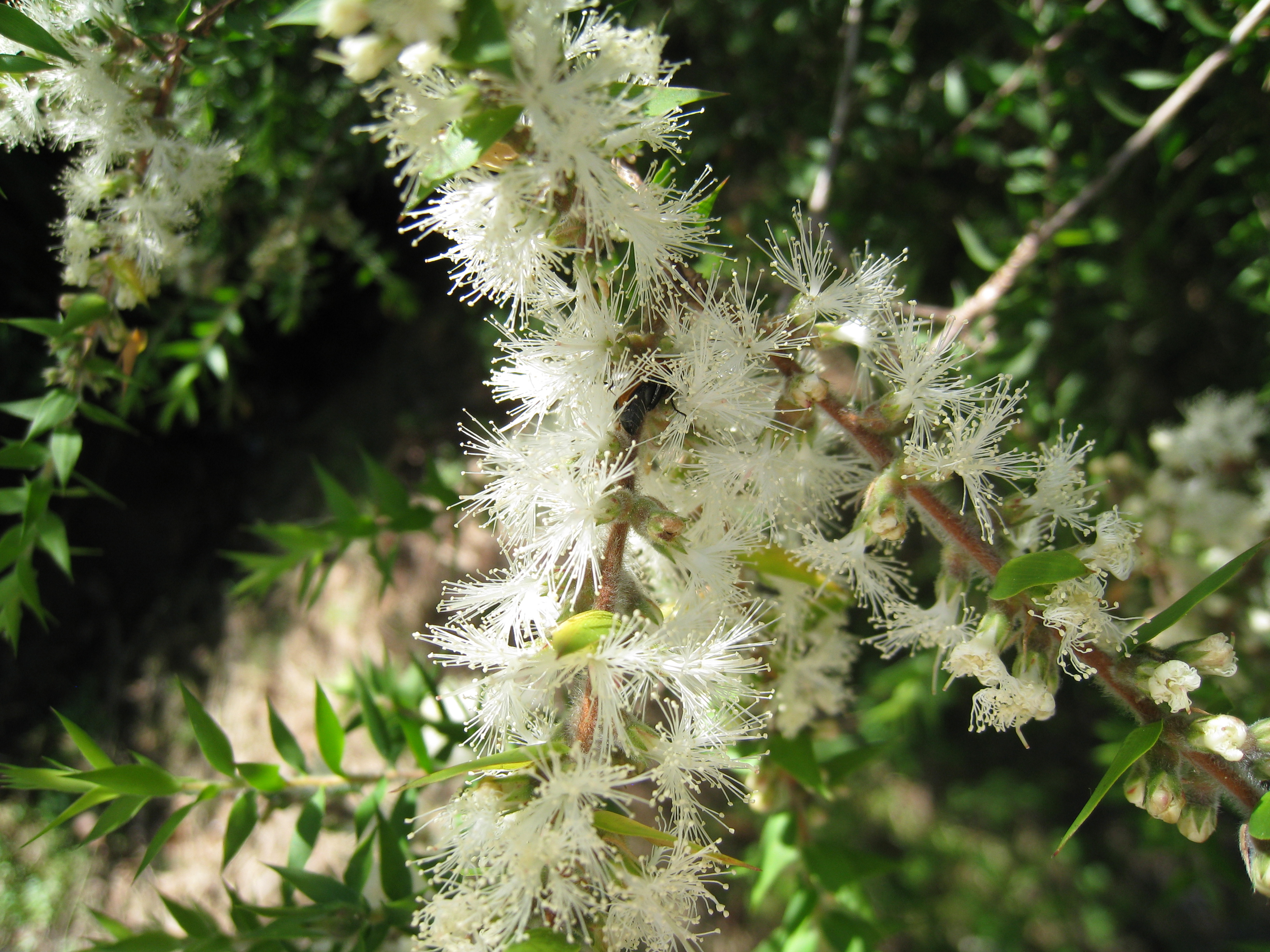
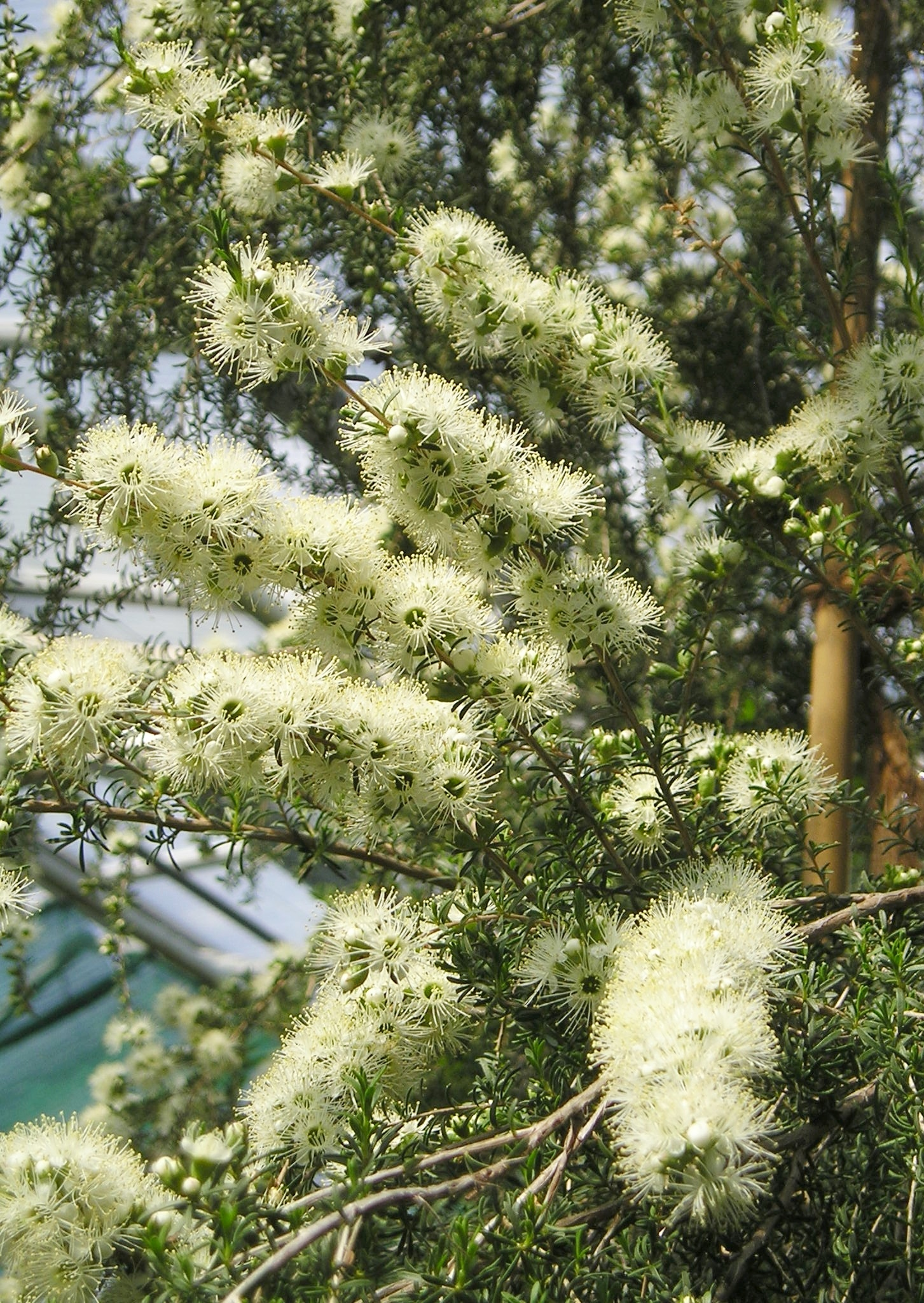